# مو جافني
مو جافني (بالإنجليزية: Mo Gaffney)‏ هي ممثلة أمريكية، ولدت في 5 نوفمبر 1958 بسان دييغو في الولايات المتحدة.

## أعمال

### مسلسلات
- روزان
- شبح هامس

## وصلات خارجية
- مو جافني على موقع IMDb (الإنجليزية)
- مو جافني على موقع قاعدة بيانات الأفلام العربية
- مو جافني على موقع ألو سيني (الفرنسية)
- مو جافني على موقع أول موفي (الإنجليزية)
- مو جافني على موقع قاعدة بيانات الأفلام السويدية (السويدية)
- مو جافني على موقع إن إن دي بي (الإنجليزية)
- مو جافني على موقع قاعدة بيانات الفيلم (الإنجليزية)
- مو جافني على موقع كينوبويسك (الروسية)